# FC Rillaar
FC Rillaar was een Belgische voetbalclub uit Rillaar. De club sloot in 1969 aan bij de KBVB met stamnummer 7309.
In 1994 fuseerde de club met Rillaar Sport tot FC Rillaar Sport. Het stamnummer van FC Rillaar verdween.

## Geschiedenis
FC Rillaar sloot in 1969 aan bij de KBVB.
De club speelde voornamelijk in Vierde Provinciale.
In 1979 werd men kampioen in Vierde Provinciale en mocht FC Rillaar in Derde Provinciale. In 1981 degradeerde de club weer naar Vierde Provinciale.
In 1993 mocht FC Rillaar als tweede in de stand opnieuw naar Derde Provinciale, voor het eerst speelde de club in een hogere afdeling dan dorpsrivaal Rillaar Sport dat een seizoen eerder voor het eerst in zijn geschiedenis in Vierde Provinciale was beland.
FC Rillaar wist het behoud te verzekeren terwijl Rillaar Sport in Vierde Provinciale bleef hangen. De clubs beslisten de krachten ten bundelen en gingen samen tot FC Rillaar Sport, een combinatie van beide clubnamen. Stamnummer 7309 ging daarbij verloren.